# Димитар Костов (дипломат)
Димитар Цвєтков Костов (болг. Димитър Костов; 8 вересня 1932, Староселці) — болгарський дипломат. Постійний представник Болгарії при Організації Об'єднаних Націй (1990—1991).

## Життєпис
Народився 8 вересня 1932 року у Старосельцях. У 1955 році закінчив юридичний факультет Софійського університету та Дипломатичну академію в СРСР (1964). Володіє англійською, французькою та російською мовами.
У 1964—1968 рр. — Третій секретар і член делегації на Женевській конференції з роззброєння.
У 1968—1972 рр. — Другий секретар Постійного представництва при ООН, Нью-Йорк
У 1977—1982 рр. — Заступник постійного представника в ранзі посла при ООН, Нью-Йорк
У 1982—1988 рр. — очолював Управління ООН у справах роззброєння
У 1988—1990 рр. — Постійний представник Болгарії при ООН у Женеві
У 1990—1991 рр. — Постійний представник Болгарії при Організації Об'єднаних Націй у Нью-Йорку.
Член Болгарського дипломатичного товариства, член правління, голова Болгарського дипломатичного товариства до листопада 2013 року.

## Автор книг
Автор книги «Багатостороння дипломатія» (2012).